# Магдагачі
Магдагачі (рос. Магдагачи) — смт у Магдагачинському районі Амурської області Російської Федерації. Розташоване на території історичного краю Зелений Клин.
Входить до складу муніципального утворення робітниче селище Магдагачі. Населення становить 10 055 осіб (2018).

## Історія
З 20 жовтня 1932 року входить до складу новоутвореної Амурської області.
З 1 січня 2006 року входить до складу муніципального утворення робітниче селище Магдагачі.

## Люди
В смт народився Смерчинський Леонід Семенович (1917—1980) — український радянський скульптор, заслужений художник УРСР.

## Галерея

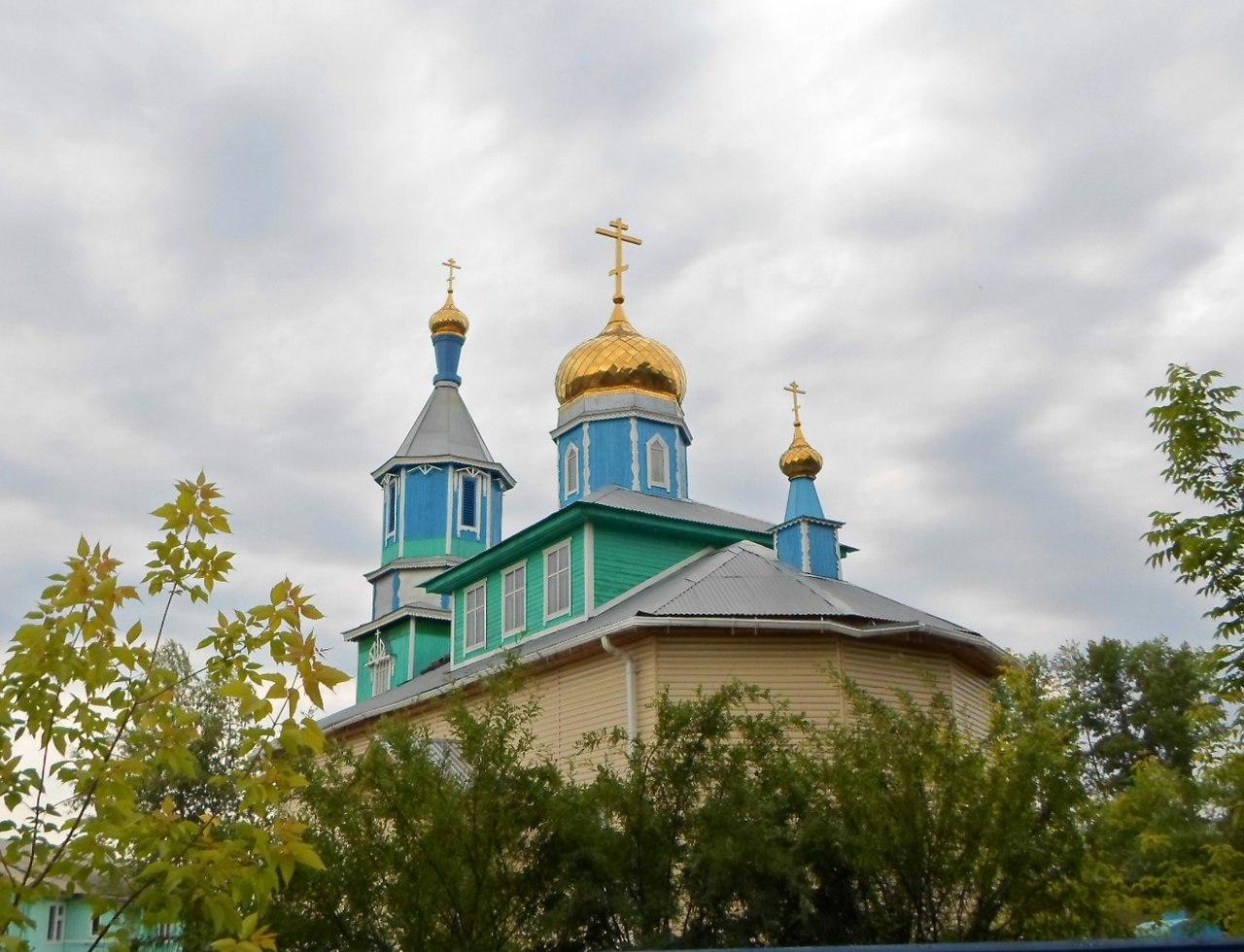
Храм
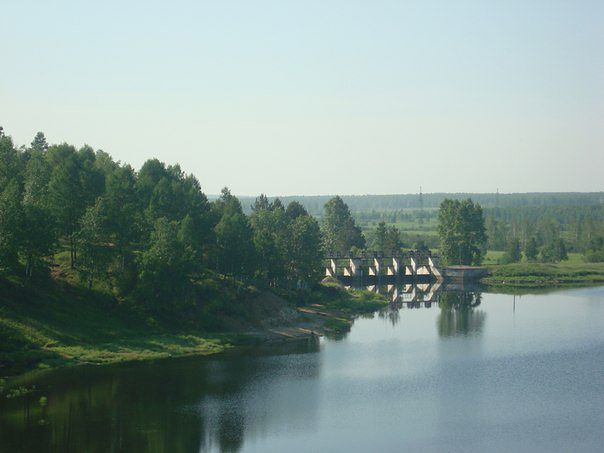
Водосховище
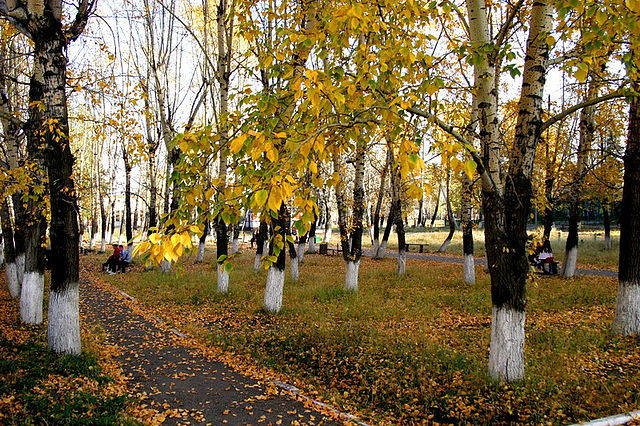
Парк